# Gerhard Strittmatter
Gerhard Strittmatter (Böblingen, Baden-Württemberg, 27 de juny de 1961) va ser un ciclista alemany. Va combinar la carretera amb la pista, especialitat en la qual aconseguí els majors èxits com les 2 medalles als Campionats del món de persecució per equips.

## Palmarès en pista
- 1983
  -  Campió del món de Persecució per equips (amb Rolf Gölz, Michael Marx i Roland Günther)
- 1984
  -  Campió d'Alemanya amateur en Madison (amb Reinhard Alber)

## Palmarès en ruta
- 1984
  - Vencedor d'una etapa al Tour de Valclusa